# Carlos Abel Linazza
Carlos Abel Linazza (Saladillo, Buenos Aires, Argentina; 29 de septiembre de 1933-Punta del Este, Maldonado, Uruguay; 1 de diciembre de 2007) fue un jugador de fútbol argentino.

## Trayectoria
El mediocampista Linazza jugó por primera vez en el departamento juvenil de Estudiantes de La Plata. Al inicio de su carrera en 1954 estuvo en las filas de All Boys en Primera B. En 1955 formó parte de la escuadra de Quilmes, que compitió en la misma liga. En los dos últimos clubes, sin embargo, completó solo ocho partidos de liga y marcó tres goles. 
En 1956 se trasladó a Perú al Centro Iqueño. En la temporada de 1957 fue campeón con el equipo entrenado por su compatriota Roberto Scarone. En 1958 al final de la temporada en Europa, donde un contrato con el Real Betis de Sevilla falló por la falta de aprobación de la Federación Española de Fútbol.
En 1960 se incorporó al Club Atlético Peñarol de Uruguay. Este compromiso se produjo a través de su exentrenador Scarone, que ahora era el responsable del carbonero. Sin embargo, la prensa uruguaya se opuso a este traspaso, ya que vieron en Linazza tanto un argentino anónimo como en el ecuatoriano Alberto Spencer, quien fue fichado por la misma época, un jugador poco útil de un exótico país futbolístico. Ya en su debut con los montevideanos el 8 de marzo de 1960 ante el Club Atlético Atlanta aportó con un gol y su aclamado compañero Spencer con tres para la victoria por 6-2. Cuatro días después, ambos anotaron en la victoria por 5-0 sobre CA Tigre. Con los Aurinegros ganó la final del Campeonato de Primera División en 1959 aproximadamente una semana después, cuya final no se jugó hasta el 20 de marzo de 1960. Con un penalti convertido, hizo allí el 2-0 final. Su club también ganó el campeonato de Primera División en la temporada 1960.
En 1960, su club también ganó la Copa Libertadores, que en ese momento todavía se conocía como la Copa Campeones de América. En la competición, el técnico Roberto Scarone lo puso en la alineación titular en las dos finales ante el Club Olimpia. También jugó desde el principio en los dos partidos de la Copa Intercontinental de 1960, la cual ganaron. 
En 1961 continuó su carrera en Chile con Unión Española. En 1965 regresó a Montevideo y esta vez estaba bajo contrato con el Danubio FC.
Después de retirarse, se quedó en Uruguay. Trabajó en un edificio en Punta del Este como portero, donde finalmente vivió en Playa Brava y murió en diciembre de 2007.

## Clubes
| Club           | País      | Año         |
| -------------- | --------- | ----------- |
| All Boys       | Argentina | 1954        |
| Quilmes        | 1955      |             |
| Centro Iqueño  | Perú      | 1956 - 1959 |
| Peñarol        | Uruguay   | 1959 - 1961 |
| Unión Española | Chile     | 1961 - 1964 |
| Danubio FC     | Uruguay   | 1965        |

## Palmarés

### Campeonatos nacionales
| Título              | Club          | País    | Año  |
| ------------------- | ------------- | ------- | ---- |
| Campeonato Peruano  | Centro Iqueño | Perú    | 1957 |
| Campeonato Uruguayo | Peñarol       | Uruguay | 1959 |
| Campeonato Uruguayo | Peñarol       | Uruguay | 1960 |

### Campeonatos internacionales
| Título            | Club    | Sede     | Año  |
| ----------------- | ------- | -------- | ---- |
| Copa Libertadores | Peñarol | Asunción | 1960 |